# Francisco Ramírez Valderrama
Francisco Ramírez Valderrama fue un político peruano. 
Fue elegido diputado por el departamento del Cusco en 1950 con 1121 votos en las Elecciones de 1950 en los que salió elegido el General Manuel A. Odría quien ejercía el poder desde 1948 cuando encabezó un golpe de Estado contra el presidente José Luis Bustamante y Rivero. Durante su gestión presentó e impulsó la aprobación de la Ley N° 12336 que creó el distrito de Santiago.